# Pietro Carloni
Pietro Carloni, född 28 oktober 1896 i Taurisano, död 3 augusti 1968 i Rom, var en italiensk skådespelare och manusförfattare som aldrig uppnådde stjärnstatus. Han blev mer känd för sitt äktenskap än för sina roller.
Carloni tillhörde en känd men inte särskilt framgångsrik teaterfamilj från Apulien. Han arbetade som ung i Francesco Corbincis teatersällskap där han 1921 träffade sin blivande hustru Titina De Filippo. De gifte sig 1922 och fick sonen Augusto (1923–1997). Carloni lämnade senare Corbinci och gick över till ett mera känt teatersällskap som drevs av Nino Taranto. Genom sitt äktenskap med Titina blev Carloni ingift i den stora och välkända teaterklanen Scarpetta-De Filippo från Neapel, vilket bland annat resulterade i roller i svågern Eduardo De Filippos produktioner. Genom De Filippo blev Carloni även vän med Totò som såg till att hålla Carloni sysselsatt med roller i några filmer efter Titinas död.